# Maorithyas marama
Maorithyas marama is een tweekleppigensoort uit de familie van de Thyasiridae. De wetenschappelijke naam van de soort is voor het eerst geldig gepubliceerd in 1950 door Fleming.